# Thomas Bonehill
Thomas Bonehill, né à Bilston (Angleterre) le 15 mars 1796 et mort à Marchienne-au-Pont en Belgique le 3 août 1858, est un mécanicien, ingénieur et maître de forges anglais. Il a été à la base de la modernisation de l'industrie métallurgique dans la région de Charleroi au cours de la révolution industrielle.

## Biographie
Thomas Bonehill, né à Bilston dans les Midlands (centre de l'Angleterre) le 15 mars 1796, est le fils de Robert Bonehill et d'Elisabeth Watson. Il est le sixième fils d'une famille sans fortune. Il a épousé Catherine Wootton qui lui a donné cinq fils dont David, Édouard et Émile qui ont poursuivi ses activités dans l'industrie métallurgique au sein de la SA Bonehill Frères.
À force d'observation, il devient un des meilleurs mécaniciens de sa contrée dans l'industrie métallurgique. Il était ce qu'on appelle communément un autodidacte.
En 1824, il s'installe à l'instigation d'industriels wallons dans l'Entre-Sambre-et-Meuse déjà réputée pour son industrie métallurgique. Eugène-François de Dorlodot et Pierre Houyoux lui confient en 1825 la modernisation de leurs installations industrielles à Acoz. Il apporte ensuite ses innovations technologiques dans la région de Charleroi en 1830. À tel point que l'on dit de la famille Bonehill qu'elle est pour Charleroi ce que John Cockerill est pour Liège. Les industriels de la région font appel à ses services pour détruire d'anciennes usines et en construire de nouvelles selon les principes les plus avancés de l'industrie du fer.  
Il fait la connaissance de Ferdinand Puissant d'Agimont, qui lui demande vers 1829  d'étudier les modifications à apporter au haut fourneau à bois qu'il exploite à Gougnies. Bonehill propose le déplacement des installations et l'achat d'un terrain à Marchienne-au-Pont, au lieu-dit Providence en bord de Sambre et surtout d’un site charbonnier. C’est ainsi qu'il fonde en 1832 le premier laminoir de la Providence sous le nom de Forges de la Providence idéalement situé entre la Sambre et le canal de Charleroi-Bruxelles. Thomas Bonehill apporte l'expertise technique nécessaire pour la constitution de cette nouvelle usine qui contenait une fonderie, une forge et un laminoir à l'anglaise. Ensemble, Ferdinand Puissant et l’ingénieur anglais construisent de nouveaux fours à puddlage et mettent en service le laminoir dès 1832. Il s'agissait d’une des installations les plus perfectionnées et rentables du moment, capable de produire annuellement 6.500 tonnes de produits finis.

Au décès de Ferdinand Puissant en 1833, à l'âge de quarante-huit ans, sa veuve et Thomas Bonehill constitue une société en nom collectif. Quand Mme Puissant décède en 1837, laissant quatre enfants, son aîné, Edmond, n'a que vingt-quatre ans, la famille Puissant et Thomas Bonehill constituent les Forges de la Providence, dont ce dernier sera directeur avec Armand Bauchau.

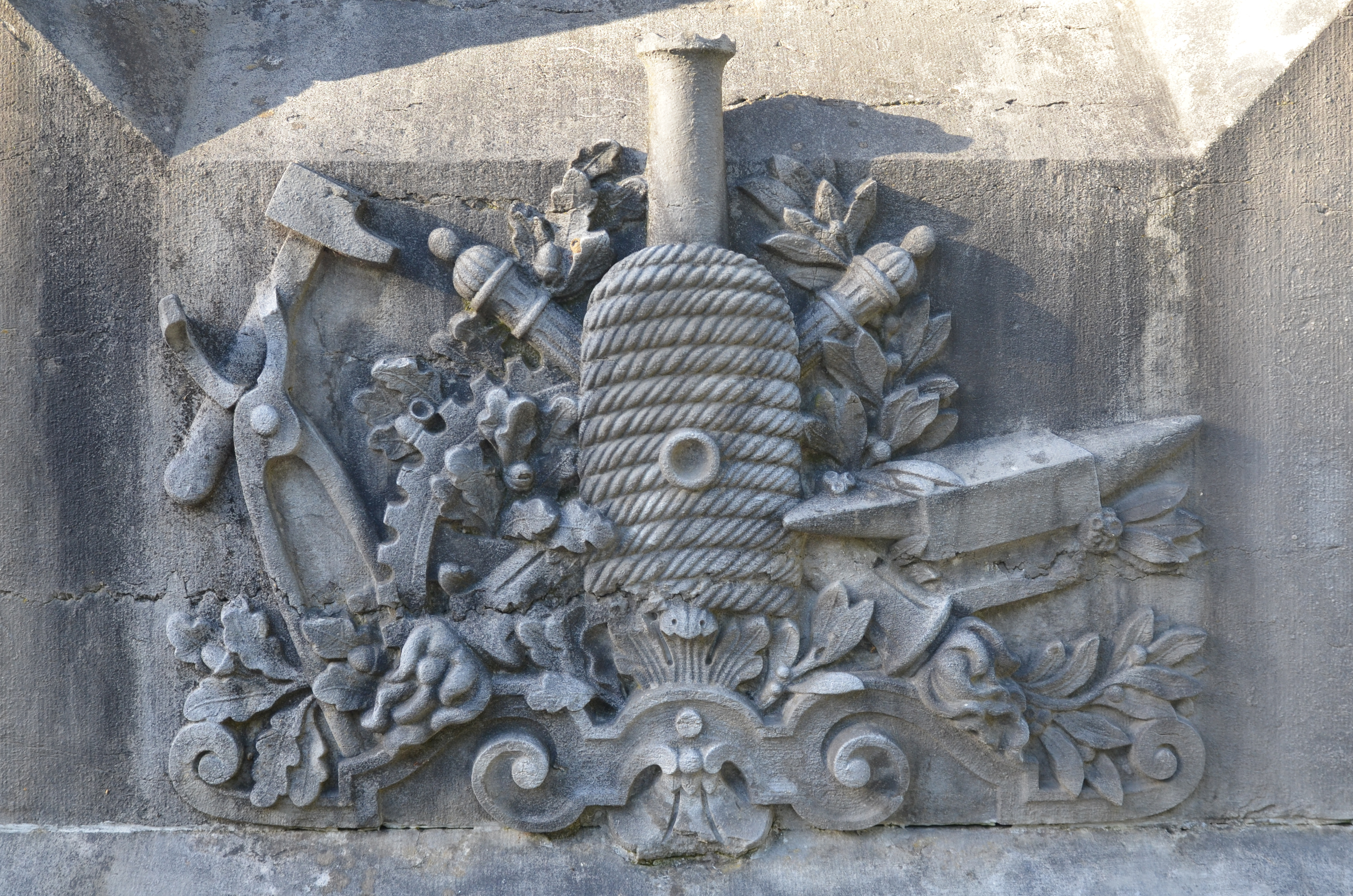
Bas relief sur sa tombe au cimetière de Marchienne-au-Pont.

En 1839, une fois la société bien assise et sa prospérité assurée, Thomas Bonehill quitte ce poste pour se consacrer à la construction métallique et bâtir une quarantaine d'usines en Belgique, en France et en Allemagne.
En 1855, il est de retour à Marchienne-au-Pont où il fait construire pour son propre compte les Laminoirs de l’Espérance. 
À la suite de son décès le 3 août 1858 à Marchienne-au-Pont, il est inhumé dans le cimetière de cette localité. 
En 1887, un de ses fils, Émile, fait construire le château Bonehill à Hourpes, hameau de Thuin, dans une style éclectique.

## Hommages
Une rue de Marchienne-au-Pont a été baptisée « rue Thomas Bonehill » en son honneur.